# Kill the Sun
Kill the Sun — дебютный студийный альбом немецкой симфо-метал-группы Xandria, вышедший 23 мая 2003 года. Помимо некоторых европейских стран, альбом также издавался в Бразилии.
Пять песен уже выходили на демоальбоме Kill the Sun немного ранее, они были выложены в Интернет. После того как демоальбом получил положительные отзывы в сети, а Xandria завоевала много новых поклонников из разных стран, группа решила приступить к записи студийного альбома. Альбом записывался зимой с 2002 на 2003 год в двух немецких студиях. Запись инструментов проводилась в студии Principal Studios в Мюнстере и заняла неделю. После этого группа отправилась на запись вокала в студию DRP Studio, которая находится в Бохуме. Микшировался альбом в небольшой студии Base 5 Studio в Ганновере. В немецких чартах альбом достиг 98 позиции.

## Список композиций
| №   | Название           | Текст песни                 | Музыка                      | Длительность |
| --- | ------------------ | --------------------------- | --------------------------- | ------------ |
| 1.  | «Kill the Sun»     | М. Хойбаум                  | М. Хойбаум                  | 3:23         |
| 2.  | «Mermaids»         | М. Хойбаум                  | М. Хойбаум                  | 3:44         |
| 3.  | «Ginger»           | Л. Миддельхауфе             | М. Хойбаум, Л. Миддельхауфе | 4:56         |
| 4.  | «She's Nirvana»    | М. Хойбаум                  | М. Хойбаум                  | 3:22         |
| 5.  | «Forever Yours»    | Л. Миддельхауфе             | Л. Миддельхауфе             | 5:08         |
| 6.  | «Casablanca»       | М. Хойбаум                  | М. Хойбаум                  | 4:04         |
| 7.  | «So You Disappear» | М. Хойбаум                  | М. Хойбаум                  | 4:41         |
| 8.  | «Wisdom»           | М. Хойбаум                  | М. Хойбаум                  | 3:10         |
| 9.  | «Isis/Osiris»      | М. Хойбаум, Л. Миддельхауфе | М. Хойбаум, Л. Миддельхауфе | 3:49         |
| 10. | «Calyx Virago»     | М. Хойбаум                  | М. Хойбаум                  | 3:36         |